# Miss Universo 2011

Miss Universo 2011. Le nazioni partecipanti e i risultati.

Miss Universo 2011, la sessantesima edizione del concorso di bellezza Miss Universo, si è tenuta presso il Credicard Hall, di San Paolo, in Brasile il 12 settembre 2011. L'evento è stato condotto da Natalie Morales, Andy Cohen ed è stato trasmesso da NBC, Telemundo e Band. La detentrice del titolo, Ximena Navarrete del Messico, ha incoronato la sua succeditrice alla fine dell'evento, l'angolana Leila Lopes.
Si tratta della prima volta che il concorso è organizzato in Brasile, e la terza che è organizzato in un paese dell'America Latina. È inoltre l'edizione di Miss Universo che si è svolta più tardi, dato che il concorso si è sempre tenuto fra aprile e agosto. Infine, con ottantanove delegate nazionali, questa è l'edizione del concorso con il maggior numero di partecipanti, avendo superato le ottantasei delegate dell'edizione del 2006.

## Nazione ospitante

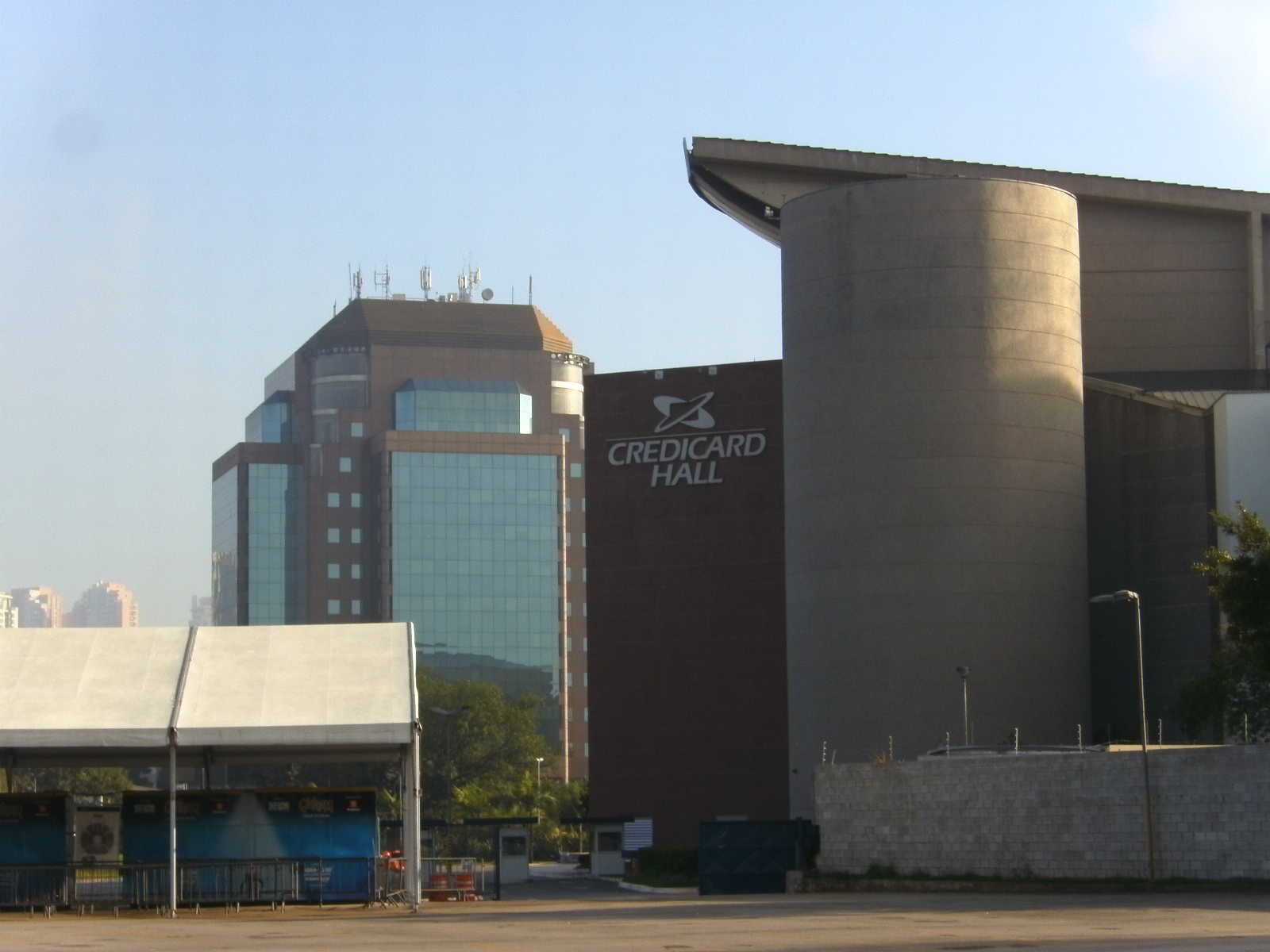
Il Credicard Hall di San Paolo

Il 16 dicembre 2010, la Miss Universe Organization, guidata dal suo proprietario, l'imprenditore statunitense Donald Trump, ha firmato un contratto con il Grupo Bandeirantes de Comunicação, proprietari della quarta principale rete televisiva in Brasile, Rede Bandeirantes. In esso le due organizzazioni si sono associate e impegnate nell'organizzazione della sessantesima edizione del concorso di bellezza internazionale.
Di questo accordo si parlava già da diversi mesi prima, e in precedenza si era persino parlato del Brasile come nazione ospitante dell'edizione del 2010 di Miss Universo. Fra le altre nazioni che si erano interessate per ospitare il concorso anche la Croazia e le Bahamas. Alla fine l'accordo è stato preso per organizzare l'evento a San Paolo in Brasile.
Il luogo scelto per ospitare l'evento è il Credicard Hall, un teatro inaugurato nel 2009 con 8.000 posti a sedere. Si tratta di una delle più grandi strutture in America Latina, e in precedenza era servito principalmente per ospitare concerti.

## Programma del concorso
Di seguito la crono scaletta dell'evento:
- 21-23 agosto: Arrivo delle concorrenti a San Paolo.
- 24 agosto: Evento di benvenuto.
- 26 agosto: Festa presso la piscina dell'Hotel Hilton di San Paolo, sponsorizzato dall'azienda Kandy Wrappers.
- 29 agosto: Asta di beneficenza dei regali nazionali.
- 3 settembre: Concorso e mostra dei costumi nazionali e di fantasia.
- 6 settembre: Sfilata di moda.
- 8 settembre: Show di presentazione (gara preliminare), presso il Credicard Hall.
- 10 settembre: Incontro con le concorrenti.
- 12 settembre: Prove generali. Gran finale di Miss Universo 2011. Cena e festa d'incoronazione.

## Risultati

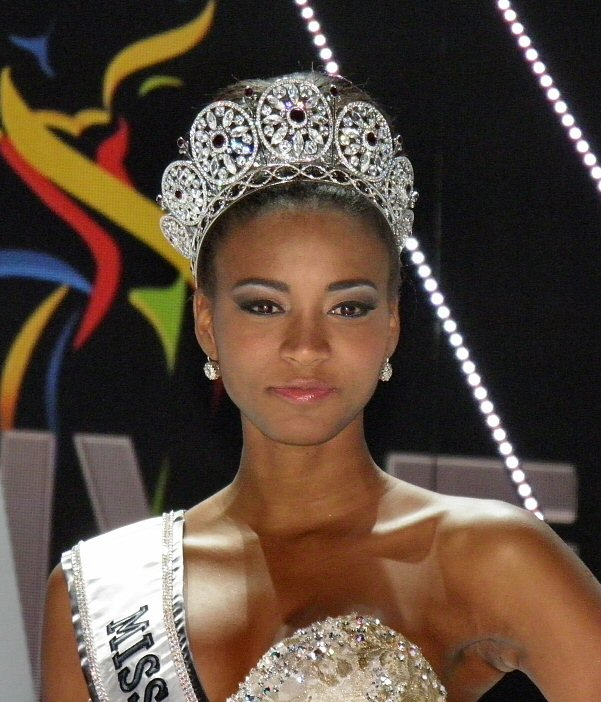
La vincitrice del concorso Leila Lopes, Miss Angola 2011.

### Piazzamenti
| Risultato          | Concorrente |
| ------------------ | --- |
| Miss Universo 2011 | - Angola – Leila Lopes |
| 2ª classificata    | - Ucraina – Olesya Stefanko |
| 3ª classificata    | - Brasile – Priscila Machado |
| 4ª classificata    | - Filippine – Shamcey Supsup |
| 5ª classificata    | - Cina – Luo Zilin |
| Top 10             | - Australia – Scherri-Lee Biggs - Costa Rica - Johanna Solano - Francia – Laury Thilleman - Panama – Sheldry Sáez - Portogallo – Laura Gonçalves                                      |
| Top 16             | - Colombia - Catalina Robayo - Kosovo – Afërdita Dreshaj - Paesi Bassi – Kelly Weekers - Porto Rico – Viviana Ortiz - Stati Uniti – Alyssa Campanella - Venezuela – Vanessa Gonçalves |

### Riconoscimenti speciali
| Riconoscimento        | Concorrente                    |
| --------------------- | ------------------------------ |
| Miss Congeniality     | - Montenegro – Nikolina Lončar |
| Miss Photogenic       | - Svezia – Ronnia Fornstedt    |
| Best National Costume | - Panama – Sheldry Sáez        |

## Musiche di sottofondo
- Numero di apertura: Super Bass di Nicki Minaj, Run the World (Girls) di Beyoncé
- Sfilata in costume da bagno: Locomotion di Claudia Leitte (dal vivo)
- Sfilata in abito da sera: Close Your Eyes di Bebel Gilberto (dal vivo)

## Giuria
Giudici della diretta televisiva
- Hélio Castroneves
- Connie Chung
- Isabeli Fontana
- Vivica A. Fox
- Adrienne Maloof-Nassif
- Lea Salonga
- Amelia Vega - Miss Universo 2003
- Farouk Shami
- Italo Zanzi

Giudici della fase preliminare
- Ana Paula Junqueira[8]
- BJ Coleman[9]
- Francesca Romana Diana[10]
- Jimmy Nguyen[11]
- Lara Spotts[12]
- Matheus Mazzafera[13]
- Scott Lazerson[14]

## Concorrenti
| Nazione/territorio/       | Concorso di provenienza        | Candidata                         | Età | Altezza | Residenza                  |
| ------------------------- | ------------------------------ | --------------------------------- | --- | ------- | -------------------------- |
| Albania                   | Miss Albania                   | Xhesika Berberi                   | 21  | 1,78    | Scutari                    |
| Angola                    | Miss Angola                    | Leila Lopes                       | 23  | 1,79    | Benguela                   |
| Argentina                 | Miss Argentina                 | Natalia Rodriguez                 | 24  | 1,74    | Oranjestad                 |
| Aruba                     | Miss Aruba                     | Gillain Berry                     | 24  | 1,75    | Buenos Aires               |
| Australia                 | Miss Australia                 | Scherri-Lee Biggs                 | 20  | 1,75    | Perth                      |
| Bahamas                   | Miss Bahamas                   | Anastagia Pierre                  | 22  | 1,77    | Nassau                     |
| Belgio                    | Miss Belgio                    | Justine De Jonckheere             | 19  | 1,73    | Wevelgem                   |
| Bolivia                   | Miss Bolivia                   | María Olivia Pinheiro Menacho     | 27  | 1,73    | Santa Cruz                 |
| Botswana                  | Miss Botswana                  | Larona Kgabo                      | 25  | 1,73    | Gaborone                   |
| Brasile                   | Miss Brasile                   | Priscila Machado                  | 25  | 1,80    | Canoas                     |
| Canada                    | Miss Canada                    | Chelsae Durocher                  | 20  | 1,75    | Tecumseh                   |
| Cile                      | Miss Cile                      | Vanessa Ceruti                    | 25  | 1,78    | Santiago                   |
| Cina                      | Miss Cina                      | Luo Zilin                         | 24  | 1,84    | Zhejiang                   |
| Cipro                     | Miss Cipro                     | Andri Karantoni                   | 18  | 1,71    | Nicosia                    |
| Colombia                  | Miss Colombia                  | María Catalina Robayo Vargas      | 22  | 1,75    | Palmira                    |
| Corea del Sud             | Miss Corea                     | Jung So-ra                        | 19  | 1,71    | Pusan                      |
| Costa Rica                | Miss Costa Rica                | Johanna Solano                    | 21  | 1,75    | Heredia                    |
| Croazia                   | Miss Croazia                   | Natalija Prica                    | 22  | 1,76    | Zagabria                   |
| Curaçao                   | Miss Curaçao                   | Evalina van Putten                | 18  | 1,80    | Willemstad                 |
| Danimarca                 | Miss Danimarca                 | Sandra Amer Hamad                 | 21  | 1,76    | Copenaghen                 |
| Ecuador                   | Miss Ecuador                   | Claudia Elena Schiess Fretz       | 21  | 1,72    | Santa Cruz                 |
| Egitto                    | Miss Egitto                    | Sarah El Khouly                   | 23  | 1,73    | Il Cairo                   |
| El Salvador               | Miss El Salvador               | Mayra Aldana                      | 24  | 1,70    | San Salvador               |
| Estonia                   | Miss Estonia                   | Madli Vilsar                      | 20  | 1,80    | Kuressaare                 |
| Filippine                 | Miss Filippine                 | Shamcey Supsup                    | 24  | 1,75    | General Santos             |
| Finlandia                 | Miss Finlandia                 | Pia Pakarinen                     | 20  | 1,70    | Joensuu                    |
| Francia                   | Miss Francia                   | Laury Thilleman                   | 19  | 1,79    | Brest                      |
| Georgia                   | Miss Georgia                   | Eka Gurtskaia                     | 24  | 1,81    | Tbilisi                    |
| Germania                  | Miss Germania                  | Valeria Bystritskaya              | 25  | 1,76    | Karlsruhe                  |
| Ghana                     | Miss Ghana                     | Yayra Erica Nego                  | 26  | 1,72    | Plymouth                   |
| Giamaica                  | Miss Giamaica                  | Shakira Martin                    | 25  | 1,72    | Kingston                   |
| Giappone                  | Miss Giappone                  | Maria Kamiyama                    | 20  | 1,68    | Osaka                      |
| Grecia                    | Miss Grecia                    | Iliana Papageorgiou               | 20  | 1,77    | Patrasso                   |
| Guam                      | Miss Guam                      | Shayna Jo Afaisen                 | 23  | 1,65    | Ata'u                      |
| Guatemala                 | Miss Guatemala                 | Alejandra Barillas                | 25  | 1,81    | Zacapa                     |
| Guyana                    | Miss Guyana                    | Kara Lord                         | 23  | 1,73    | Georgetown                 |
| Haiti                     | Miss Haiti                     | Anedie Azael                      | 22  | 1,77    | Lauderhill                 |
| Honduras                  | Miss Honduras                  | Suzette Gómez                     | 22  | 1,70    | San Pedro Sula             |
| India                     | Miss India                     | Vasuki Sunkavalli                 | 26  | 1,73    | Hyderabad                  |
| Indonesia                 | Miss Indonesia                 | Nadine Alexandra Dewi Ames        | 19  | 1,70    | Giacarta                   |
| Irlanda                   | Miss Irlanda                   | Aoife Hannon                      | 19  | 1,78    | Listowel                   |
| Isole Cayman              | Miss Isole Cayman              | Cristin Joy Alexander             | 23  | 1,82    | George Town                |
| Isole Vergini Americane   | Miss Isole Vergini americane   | Alexandrya Evans                  | 25  | 1,66    | Santa Cruz                 |
| Isole Vergini Britanniche | Miss Isole Vergini britanniche | Sheroma Hodge                     | 25  | 1,75    | Road Town                  |
| Israele                   | Miss Israele                   | Kim Edri                          | 18  | 1,75    | Sderot                     |
| Italia                    | Miss Universo Italia           | Elisa Torrini                     | 22  | 1,80    | Roma                       |
| Kazakistan                | Miss Kazakistan                | Valeriya Aleinikova               | 22  | 1,75    | Almaty                     |
| Kosovo                    | Miss Kosovo                    | Afërdita Dreshaj                  | 24  | 1,83    | Pristina                   |
| Libano                    | Miss Libano                    | Yara Khoury-Mikhael               | 19  | 1,76    | Beirut                     |
| Malaysia                  | Miss Malesia                   | Deborah Priya Henry               | 25  | 1,75    | Kuala Lumpur               |
| Mauritius                 | Miss Mauritius                 | Laetitia Darche                   | 19  | 1,75    | Port Louis                 |
| Messico                   | Miss Messico                   | Karín Cecilia Ontiveros Meza      | 23  | 1,80    | Amatitán                   |
| Montenegro                | Miss Montenegro                | Nikolina Lončar                   | 18  | 1,78    | Pljevlja                   |
| Nicaragua                 | Miss Nicaragua                 | Adriana de Lourdes Dorn Rodríguez | 24  | 1,75    | Managua                    |
| Nigeria                   | Miss Nigeria                   | Sophie Gemal                      | 22  | 1,72    | Bayelsa                    |
| Nuova Zelanda             | Miss Nuova Zelanda             | Priyani Puketapu                  | 22  | 1,73    | Wellington                 |
| Paesi Bassi               | Miss Paesi Bassi               | Kelly Weekers                     | 21  | 1,80    | Maastricht                 |
| Paraguay                  | Miss Paraguay                  | Alba Lucía Riquelme Valenzuela    | 20  | 1,81    | Asunción                   |
| Panama                    | Miss Panamá                    | Sheldry Nazareth Sáez Bustavino   | 19  | 1,73    | Chitré                     |
| Perù                      | Miss Perù                      | Natalie Vertiz                    | 19  | 1,83    | Lima                       |
| Polonia                   | Miss Polonia                   | Rozalia Mancewicz                 | 23  | 1,75    | Pomigacze                  |
| Porto Rico                | Miss Porto Rico                | Viviana Ortiz Pastrana            | 24  | 1,75    | Corozal                    |
| Portogallo                | Miss Portogallo                | Laura Gonçalves                   | 22  | 1,75    | Lisbona                    |
| Regno Unito               | Miss Regno Unito               | Chloe-Beth Morgan                 | 25  | 1,71    | Cwmbran                    |
| Rep. Ceca                 | Miss Repubblica Ceca           | Jitka Nováčková                   | 18  | 1,75    | České Budějovice           |
| Rep. Dominicana           | Miss Repubblica Dominicana     | Dalia Cristina Fernández Sánchez  | 21  | 1,71    | Santiago de los Caballeros |
| Romania                   | Miss Romania                   | Larisa Popa                       | 24  | 1,75    | Slatina                    |
| Russia                    | Miss Russia                    | Natalya Sergeyevna Gantimurova    | 19  | 1,80    | Mosca                      |
| Saint Lucia               | Miss Santa Lucia               | Joy-Ann Biscette                  | 25  | 1,73    | Castries                   |
| Serbia                    | Miss Serbia                    | Anja Šaranović                    | 21  | 1,77    | Kraljevo                   |
| Singapore                 | Miss Singapore                 | Valerie Lim                       | 25  | 1,79    | Singapore                  |
| Slovacchia                | Miss Slovacchia                | Dagmar Kolesárová                 | 20  | 1,78    | Revúca                     |
| Slovenia                  | Miss Slovenia                  | Ema Jagodic                       | 21  | 1,76    | Lubiana                    |
| Spagna                    | Miss Spagna                    | Paula Guilló                      | 21  | 1,81    | Elche                      |
| Sri Lanka                 | Miss Sri Lanka                 | Stephanie Siriwardhana            | 23  | 1,68    | Colombo                    |
| Stati Uniti               | Miss USA                       | Alyssa Campanella                 | 21  | 1,74    | Los Angeles                |
| Sudafrica                 | Miss Sudafrica                 | Bokang Montjane                   | 24  | 1,75    | Johannesburg               |
| Svezia                    | Miss Svezia                    | Ronnia Fornstedt                  | 20  | 1,79    | Södertälje                 |
| Svizzera                  | Miss Svizzera                  | Kerstin Cook                      | 21  | 1,80    | Kriens                     |
| Tanzania                  | Miss Tanzania                  | Nelly Alexsandra Kamwelu          | 18  | 1,72    | Dar Es Salaam              |
| Thailandia                | Miss Thailandia                | Chanyasorn Sakornchan             | 20  | 1,75    | Chonburi                   |
| Turchia                   | Miss Turchia                   | Melissa Aslı Pamuk                | 20  | 1,76    | Istanbul                   |
| Trinidad e Tobago         | Miss Trinidad e Tobago         | Gabrielle Walcott                 | 26  | 1,70    | Port of Spain              |
| Turks e Caicos            | Miss Turks e Caicos            | Easher Parker                     | 19  | 1,68    | Providenciales             |
| Ucraina                   | Miss Ucraina                   | Olesya Stefanko                   | 22  | 1,77    | Odessa                     |
| Ungheria                  | Miss Ungheria                  | Betta Lipcsei                     | 23  | 1,72    | Szarvas                    |
| Uruguay                   | Miss Uruguay                   | Fernanda Semino                   | 18  | 1,68    | Montevideo                 |
| Venezuela                 | Miss Venezuela                 | Vanessa Andrea Gonçalves Gomes    | 25  | 1,76    | Caracas                    |
| Vietnam                   | Miss Vietnam                   | Vũ Thị Hoàng My                   | 22  | 1,71    | Đồng Nai                   |

### Ritorni
- Ultima partecipazione nel 2002:
  -  Portogallo
- Ultima partecipazione nel 2006:
  -  Cile
- Ultima partecipazione nel 2007:
  -  Saint Lucia
- Ultima partecipazione nel 2009:
  -  Estonia
  -  Isole Cayman
  -  Montenegro
  -  Turks e Caicos
  -  Vietnam

### Ritiri
- Norvegia
- Zambia

### Sostituzioni
- Curaçao: Evalina van Putten ha sostituito Monifa Jansen, dato che Monifa non soddisfaceva i requisiti di età previsti per partecipare al concorso, essendo nata nel novembre 1993.
- El Salvador: Mayra Aldana ha sostituito Alejandra Ochoa dato che la Ochoa si era rivelata impossibilitata a partecipare per problemi di salute[110].

### Crossover
Le concorrenti che in precedenza hanno partecipato ad altri concorsi.
Miss Mondo
- 2007  Malaysia - Deborah Henry (Top 16)
- 2008  Regno Unito - Chloe-Beth Morgan  Galles
- 2008  Saint Lucia - Joy-Ann Biscette
- 2008  Trinidad e Tobago - Gabrielle Walcott (3ª classificata)
- 2010  Egitto - Sarah El Khouly
- 2010  Isole Cayman - Cristin Alexander
- 2011  Aruba - Gillain Berry
- 2011  Belgio - Justine De Jonckheere
- 2011  Francia - Laury Thilleman
- 2011  Mauritius - Laetitia Darche
- 2011  Sudafrica - Bokang Montjane

Miss International
- 2009  Regno Unito - Chloe-Beth Morgan (3ª classificata)
- 2009  Sudafrica - Bokang Montjane
- 2010  Serbia - Anja Šaranović (Top 15)

Miss Teen USA
- 2004  Bahamas - Anastagia Pierre (Florida)
- 2007  Stati Uniti - Alyssa Campanella (New Jersey) (2ª classificata)

Miss Intercontinental
- 2010  Bahamas - Anastagia Pierre (3ª classificata)

Miss Supranational
- 2010  Ecuador - Claudia Schiess

Miss Terra
- 2007  Sudafrica - Bokang Montjane (Top 16)
- 2009  El Salvador - Mayra Aldana

Miss Mediterraneo
- 2011  Egitto - Sarah El Khouly (Vincitrice)

Miss Tourism Queen International
- 2005  Polonia - Rozalia Mancewicz (4ª classificata)

Miss América Latina
- 2009  Costa Rica - Johanna Solano (Vincitrice)

Miss USA
- 2009  Bahamas - Anastagia Pierre (Florida)
- 2009  Ghana - Yayra Erica Nego (Minnesota) (Top 15)

Reina Mundial del Banano
- 2009  Rep. Dominicana - Dalia Fernández (2ª classificata)

## Trasmissioni internazionali
- Argentinaː TNT
- Boliviaː Unitel Bolivia e TNT
- Brasileː Rede Bandeirantes e TNT
- Cileː TNT e Telemundo
- Cinaː STAR World[111]
- Colombiaː Caracol TV e TNT
- Ecuadorː Canal Uno[112] e TNT
- Filippineː ABS CBN[113][114] e STAR World
- Franciaː Paris Première
- Hong Kongː STAR World[111]
- Indiaː Zee Cafe[115] e STAR World[116]
- Indonesiaː STAR World[111]
- Malaysiaː STAR World[111]
- Messicoː Televisa e TNT
- Nicaraguaː Televicentro (Canal 2)
- Perùː Global TV e TNT
- Rep. Dominicanaː Telemicro, TNT e Telemundo
- Stati Unitiː NBC e Telemundo
- Taiwanː STAR World[111]
- Thailandiaː Channel 7 e STAR World[111]
- Uruguayː TNT
- Venezuelaː TNT e Venevisión

## Controversia
Pochi giorni prima dall'inizio della manifestazione, Afërdita Dreshaj, rappresentante del Kosovo ha pubblicato sul proprio profilo facebook una fotografia che la ritraeva sorridente insieme ad Anja Šaranović, la rappresentante della Serbia. La fotografia ha suscitato molte polemiche in entrambe le nazioni, e le due giovani sono state accusate da ambo le parti di tradimento e indicate come non meritevoli di indossare la fascia di delegate nazionali. Anja Šaranović ha risposto alle accuse dichiarando "È stata scattata in una pausa fra alcune riprese che stavamo facendo. Gli organizzatori della manifestazione esigono che vi siano buoni rapporti fra le ragazze partecipanti, e poi una foto con una ragazza del concorso non ha niente a che vedere con la politica. Con tutto il mio cuore appoggio la politica e la lotta (per la sovranità sul Kosovo) del mio Paese, e pertanto quella foto non vuol dire in alcun modo un riconoscimento (dell'indipendenza di Pristina)." Afërdita Dreshaj non ha invece rilasciato alcun commento in merito.